# 大仙市営大曲球場
大仙市営大曲球場（だいせんしえい おおまがりきゅうじょう、別称・楽天イーグルス大曲の花火球場）は、秋田県大仙市にある野球場である。2005年（平成17年）に開場し、2007年（平成19年）の秋田わか杉国体では軟式野球一般Aのメイン会場となった。

## 概要
2021年8月20日、秋田県大仙市と楽天イーグルスが「スポーツ交流活動パートナー協定」を締結し、その一環として、愛称が「楽天イーグルス　大曲の花火球場」と決まった。

## 施設概要
- グラウンド面積：13,470m2
- 両翼：100m、中堅：122m
- 内野：土、外野：天然芝
- スコアボード：磁気反転式
- 収容人員：5,416人（メーンスタンド：840席　内野：2,576席　外野芝生席：2,000席）
- 照明設備：なし

## 指定管理者
- 財団法人大仙市開発公社：2008年（平成20年）4月1日 - 2011年（平成23年）3月31日
- 株式会社東北ダイケン秋田支店：2011年4月1日 -

## 交通
- 秋田自動車道 大曲ICから約5分
- 駐車場：486台（うち大型バス用22台）